# Czeremcha Zachodnia
Czeremcha Zachodnia – szczyt w Paśmie Radziejowej w Beskidzie Sądeckim. Znajduje się w zakończeniu grzbietu Małej Prehyby, który poprzez Halę, Czeremchę, Roztokę i Czeremchę Zachodnią biegnie najpierw w kierunku południowo-zachodnim, następnie zachodnim, oddzielając potok Sopotnicki od potoków Krępiarka i Jastrzębi Potok. Na poziomicowej mapie Geoportalu szczyty Czeremcha Zachodnia i Roztoka opisane są jako Góra Roztoka.
Czeremcha Zachodnia jest porośnięta lasem, ale są w nim zarastające lub już zarośnięte polany Skalskie, Hatajowska Polana, Piciradów i inne obiekty geograficzne: Cieśliny, Potoki. Na szczycie jest punkt geodezyjny, a sam szczyt jest zwornikiem dla dwóch bocznych grzbietów otaczających Dolinę Roztocką.
Na Czeremchę Zachodnią nie prowadzą szlaki turystyczne. Cały jej masyw znajduje się w granicach miasta Szczawnica w województwie małopolskim, w powiecie nowotarskim.

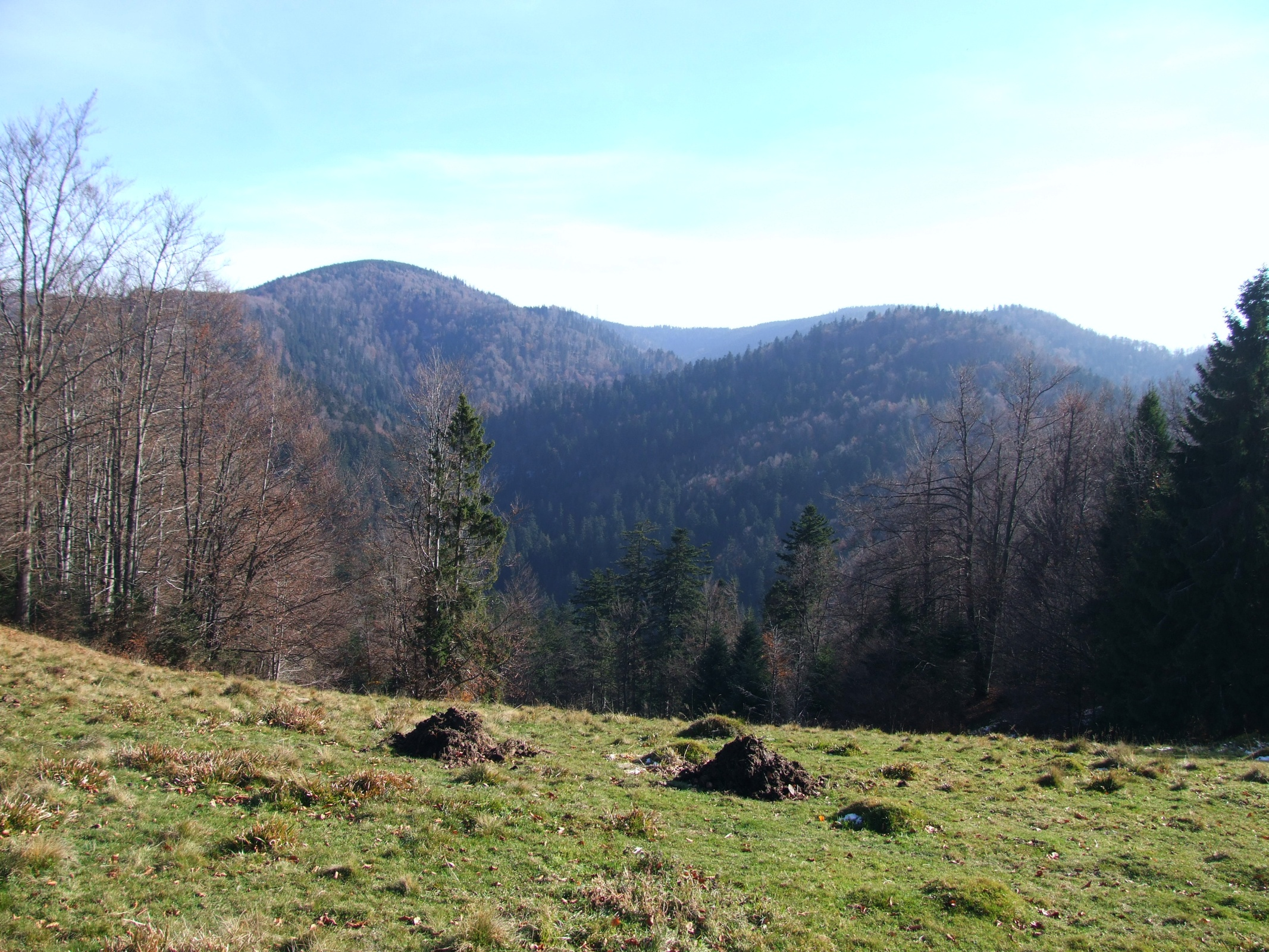
Od lewej:Skałka, dolina Sopotnickiego Potoku i Czeremcha Zachodnia